# Établissements Billard

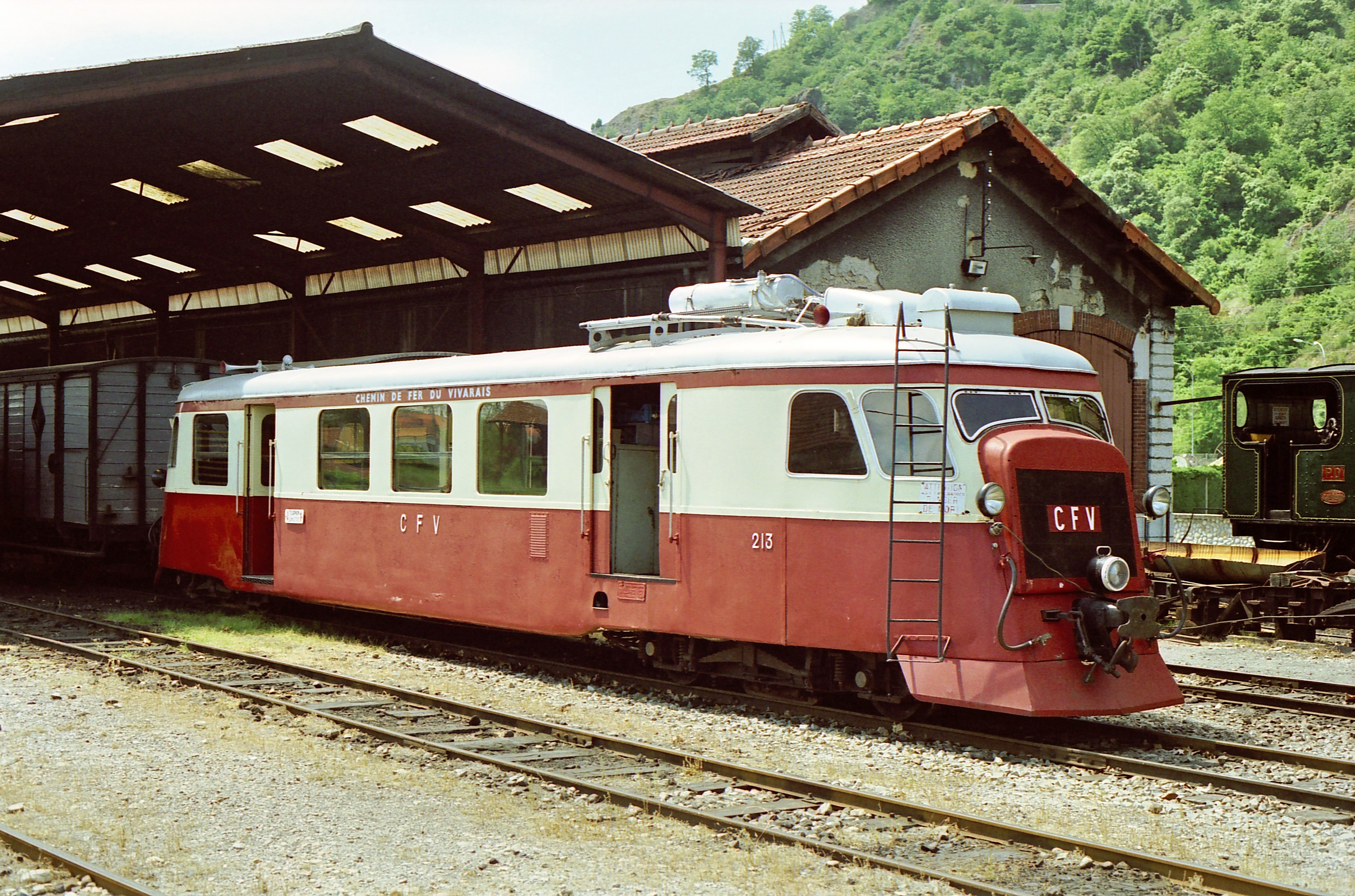
Billard-Dieseltriebwagen A 150 D Nr. 213 bei der Museumsbahn Chemin de Fer du Vivarais (CFV) im Betriebswerk Tournon, 2000

Die Établissements Billard waren ein französischer Hersteller von Eisenbahnfahrzeugen, der unter diesem oder ähnlichen Namen von 1920 bis 1965 in Tours existierte. Seit 1968 trägt das Unternehmen die Firmenbezeichnung Socofer.

## Geschichte

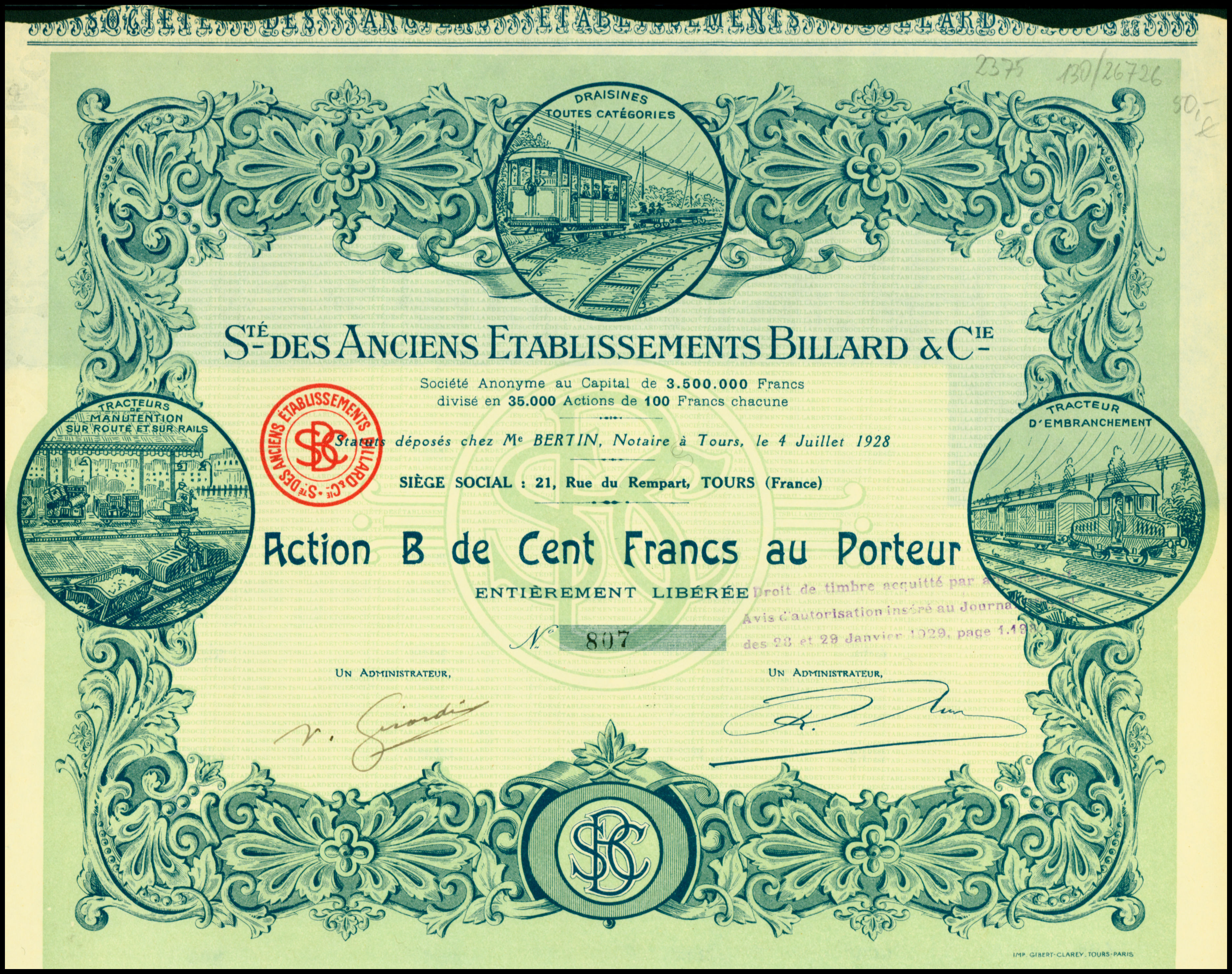
Aktie über 100 Francs der Anciens Etablissements Billard & Cie vom 4. Juli 1928

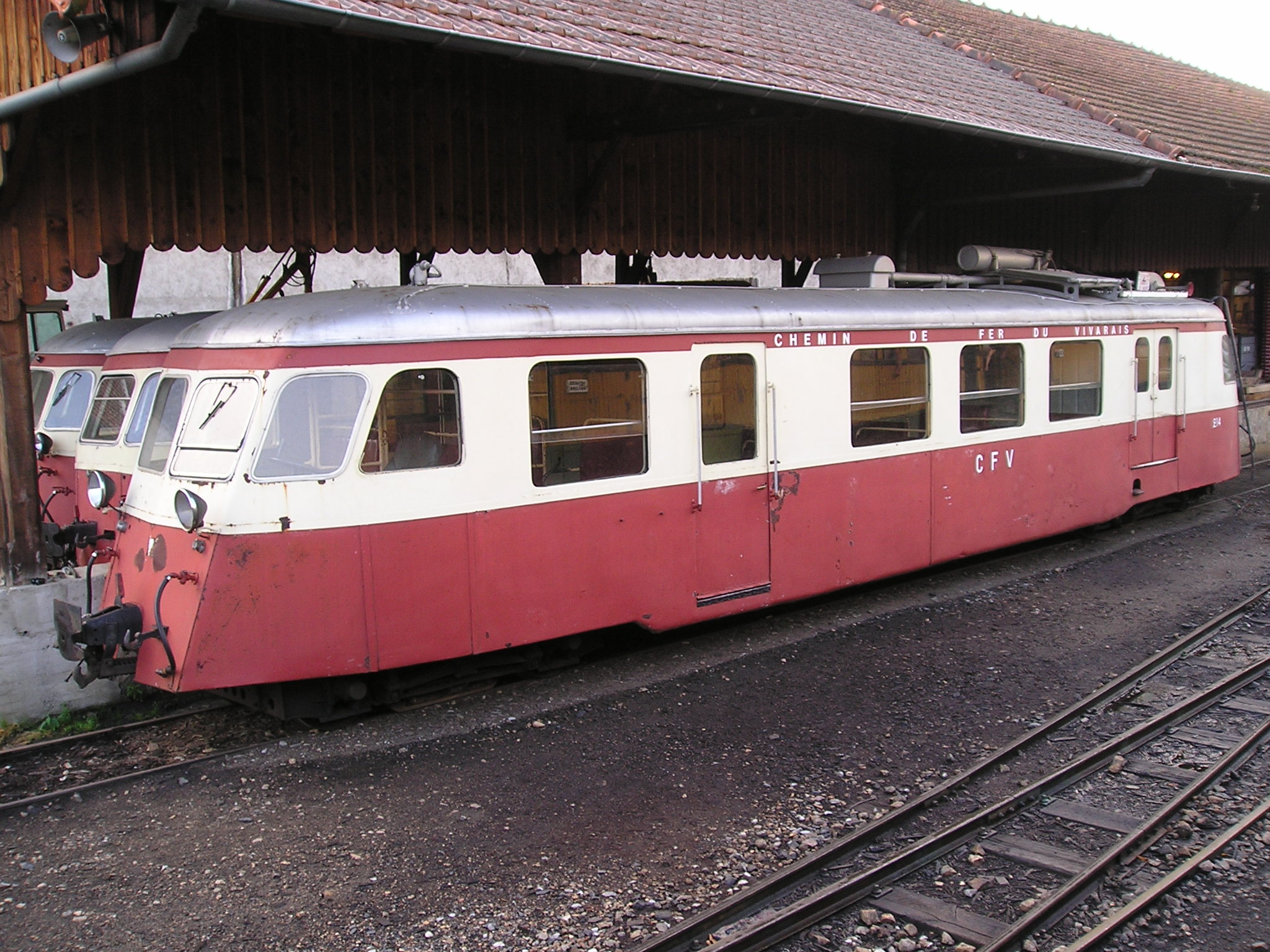
Triebwagen A 150 D Nr. 214 (motorlose Seite) beim CFV

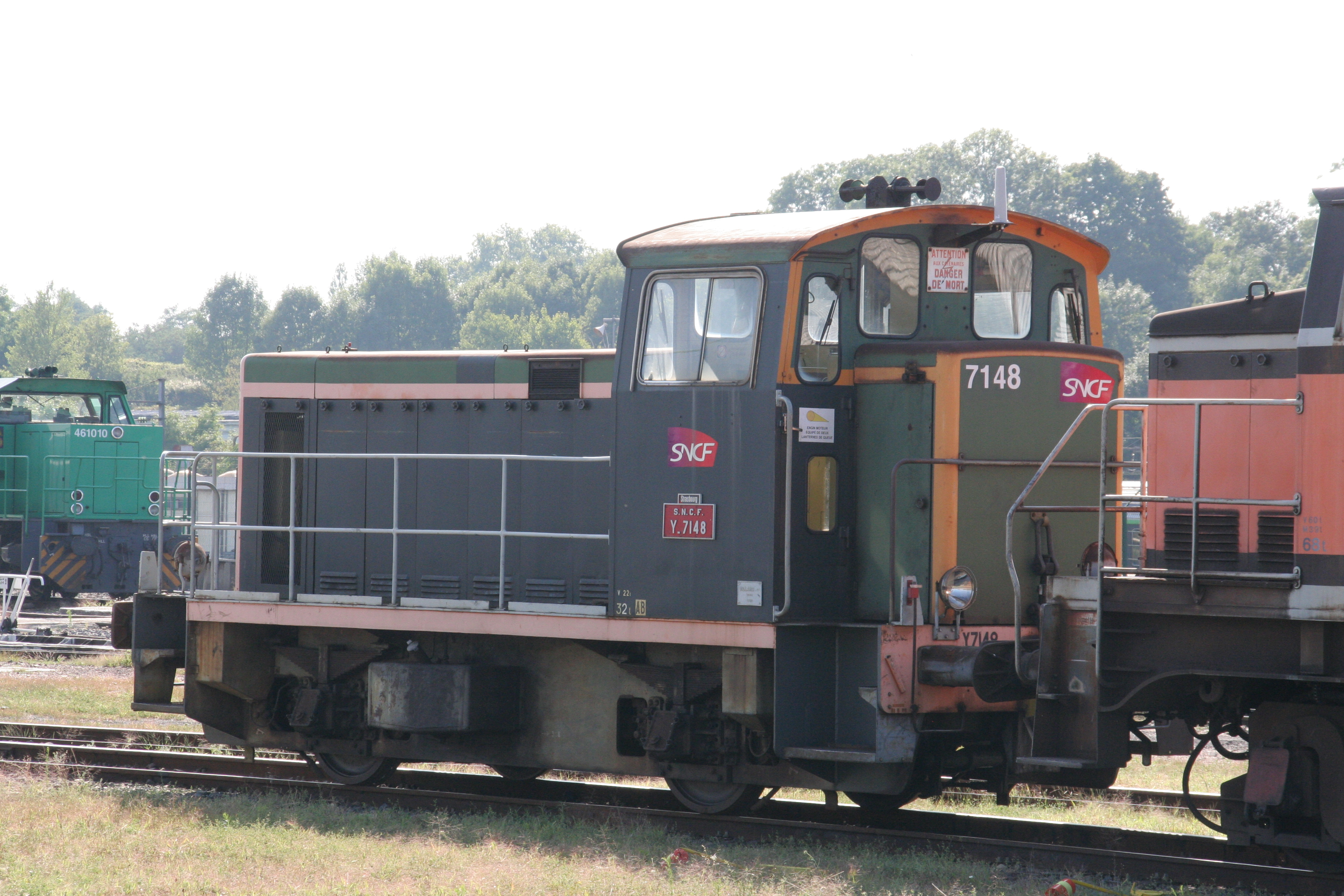
Normalspurige Rangierlokomotive von Billard der Baureihe Y 7100 in Strasbourg

Das Unternehmen war auf den Bau von Schienenbussen, Kleinlokomotiven und Draisinen, vor allem für Schmalspurbahnen, spezialisiert. Unter dem Namen Billard, Chatenay et Cie gegründet, firmierte es ab 1928 als Société des Anciens Établissements Billard & Cie. Mit dem Namen Billard werden insbesondere Verbrennungstriebwagen für schmale Spuren verbunden, die auch in den französischen Überseegebieten, in Afrika und weiteren europäischen Ländern Verwendung fanden.
Billard-Schienenbusse wurden für französische Nebenbahnen, unter anderem die meterspurigen Compagnie de chemins de fer départementaux (CFD) und  Tramways d’Ille-et-Vilaine, gebaut. Kleinlokomotiven mit einer Spurweite von 60 cm entstanden für die Industrie und militärische Zwecke. An die Staatsbahn SNCF lieferte Billard normalspurige Rangierlokomotiven der Baureihe Y 7100. Daneben baute Billard Güterwagen und Beiwagen für den Personenverkehr.
Zahlreiche Billard-Fahrzeuge sind erhalten und werden teilweise auf Museumsbahnen eingesetzt. Bei den Chemins de fer de Provence und den Chemins de fer de la Corse sind umgebaute beziehungsweise modernisierte Billard-Fahrzeuge nach wie vor im regulären Betrieb.
Unter dem Namen Socofer ist das Unternehmen nach wie vor im Bahnbereich tätig. Seit 2013 besteht für die Unterhaltung von Lokomotiven eine Partnerschaft mit dem deutschen Unternehmen Vossloh.

## Fahrzeuge (Auswahl)

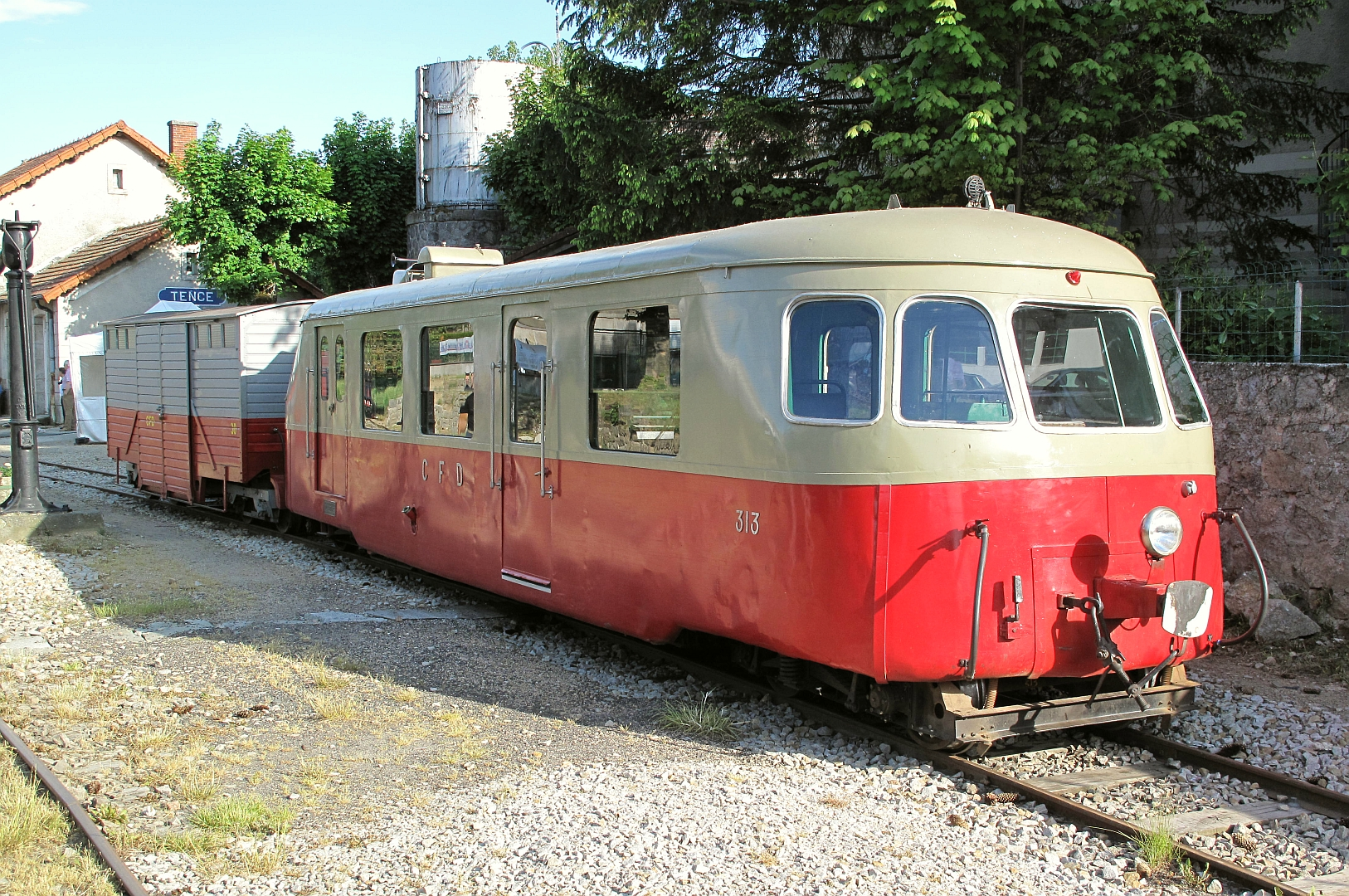
Billard-Schienenbus A 80 D Nr. 313 (motorlose Seite) der Museumsbahn Voies ferrées du Velay (VFV) in Tence, 2011

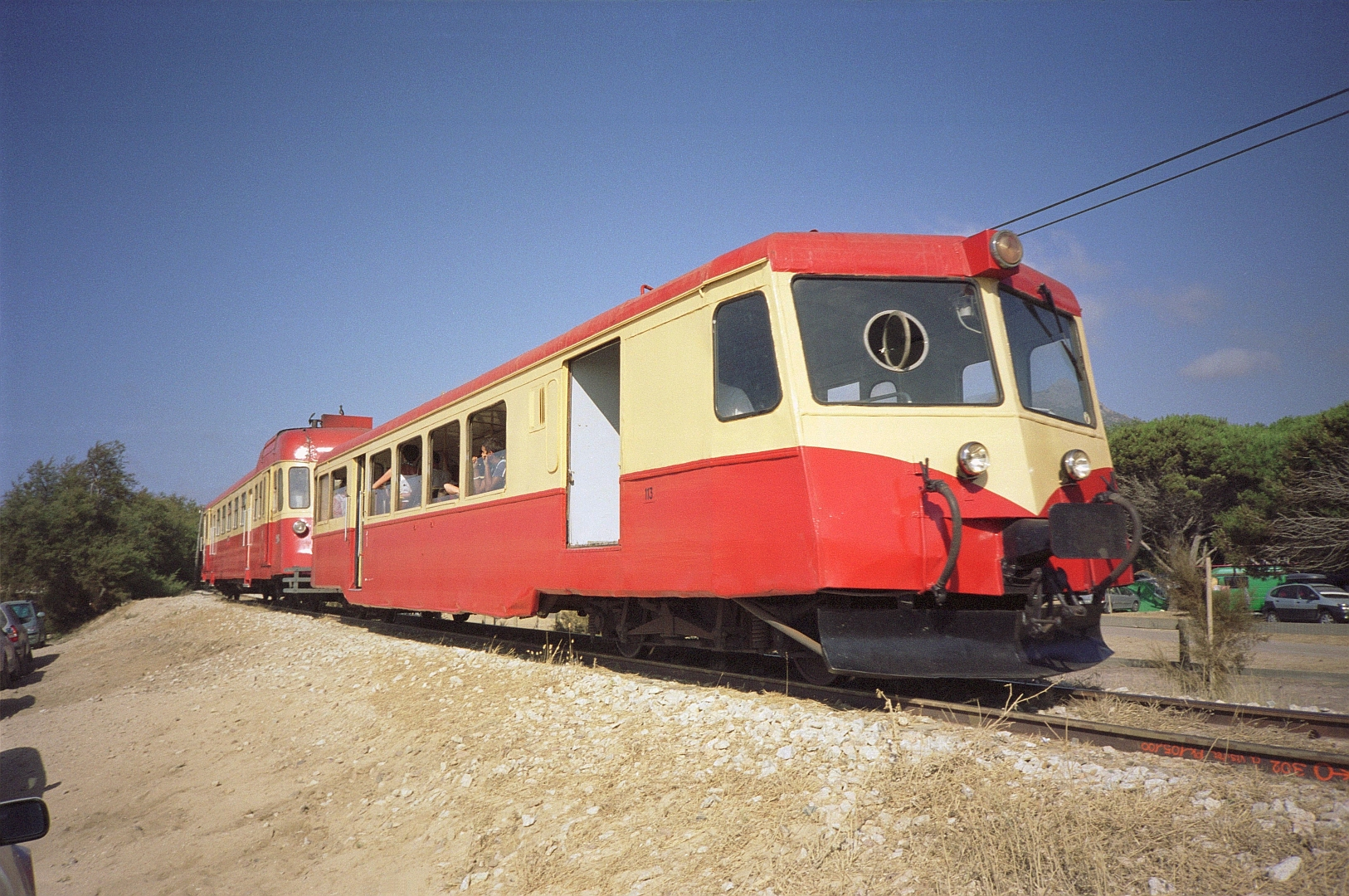
Neu karossierter Billard-Steuerwagen XR 113 (Umbau aus Triebwagen A 150 D Nr. 113) vor einem Renault X 206 in Aregno (Korsika), 2005

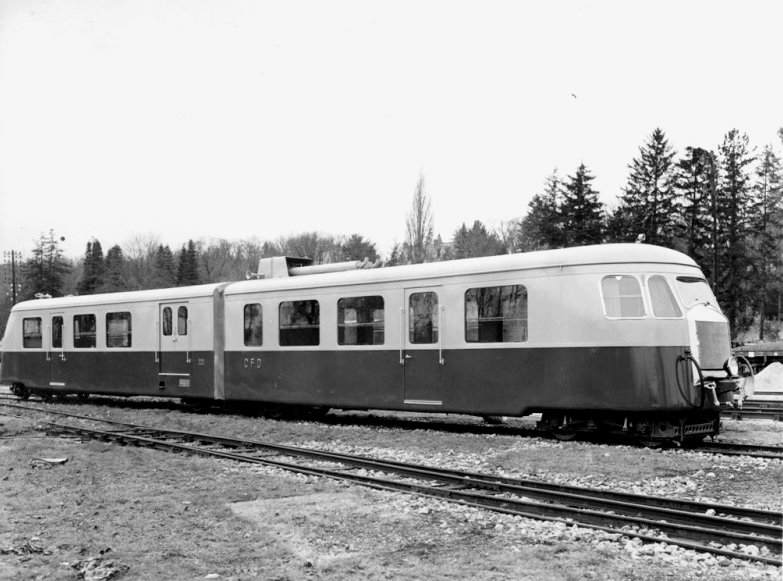
Gelenktriebwagen A 150 D2 der CFD im Vivarais, typische Billard-Front der Motorseite mit Kühlergrill, 1939

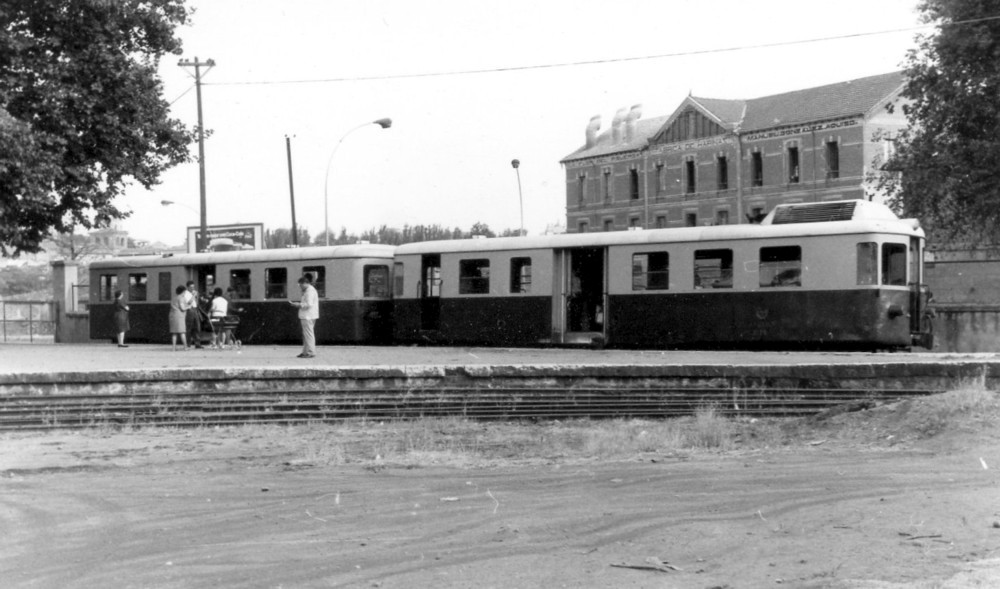
Triebwagen der Baureihe A 150 D7 mit Beiwagen der Baureihe R 150 D im Bahnhof Valladolid der Compañía de Ferrocarriles de Castilla (FSC), 1968

### Triebwagen
Charakteristisch für die meisten Billard-Triebwagen ist der tiefliegende Wagenboden. Der Motor liegt quer zur Fahrzeugachse an einem Wagenende, auf dieser Seite ist der Führerstand auf einem Podest leicht erhöht.

Legende: A = Autorail / Schienenbus, Zahl = ungefähre Leistung in PS, D = Dieselantrieb, C = Crémaillère / Zahnstange, R = Écartement réduit / Schmalspur unter 1000 mm, ggf. letzte Ziffer = abweichende Bauart
- A 75 D (Normalspur), als X 901 bis X 905 (Baureihe CFD X 900) von 1946 bis für die CFD gebaut, die folgenden Wagen X 906 bis X 916 baute die CFD selbst. Die Achsformel ist A1, die dieselmechanischen Fahrzeuge sind 11,27 m lang, 2,65 m breit, 8,5 t schwer und 75 km/h schnell. Sie weisen 23 Sitz- und 25 Stehplätze auf. Nr. 901 und 903 sind beim Chemin de fer touristique de la Sarthe in Beillé, Nr. 902 ist mit Beiwagen bei den Trains à Vapeur de Touraine in Richelieu erhalten.

Der Dieselmotor war vom Typ Panhard 4HL. Die zweiachsigen A 75 D konnten trotz fehlender Puffer im Verband von bis zu drei Triebwagen und einem aus einem Triebwagen umgebauten Beiwagen verkehren. Die ab den 1950er Jahren sämtlich in Autun stationierten Fahrzeuge verfügten weder über Zwischenwände noch eine Toilette.
- Die SNCF-Baureihe X 5600 (Normalspur) entstand unter Mitwirkung der Ètablissements Billard, die an Entwicklung und Bau beteiligt waren. Die ab 1948 in 62 Exemplaren (X 5601 bis X 5662) ausgelieferte Baureihe war bis 1966 im Einsatz. Sie besaß nur einen, erhöhten seitlichen Führerstand an einem Fahrzeugende, bis zu drei Einheiten konnten gekuppelt werden. Die 59 kW starken Dieseltriebwagen waren 12,34 m lang, 10,6 t schwer und 60 km/h schnell. Sie verfügten über 43 Sitz- und 40 Stehplätze. Vier Fahrzeuge sind erhalten.
- A 80 D (Meterspur): Erhalten sind die Wagen Nr. 313 bis 316 bei den Voies ferrées du Velay und dem Chemin de Fer du Vivarais sowie Nr. 513 bei den Chemins de fer de la Corse.
- A 135 D (Meterspur): Erhalten ist der zum Beiwagen R 5 umgebaute AM 20 der Tramways d'Ille-et-Vilaine im Musée des tramways à vapeur et des chemins de fer secondaires français in Butry-sur-Oise.
- A 150 D (Meterspur): Die Wagen 111 bis 116 liefen auf Korsika,[3] die Wagen 212 bis 214 sind bei den Voies ferrées du Velay und dem Chemin de Fer du Vivarais erhalten.
- A 150 D2 Articulé (Meterspur): Gelenktriebwagen mit der Achsfolge Bo'2'Bo', Betriebsnummern 221 bis 224. Der Wagen Nr. 222 aus dem Jahr 1939 befindet sich denkmalgeschützt bei den Voies ferrées du Velay.[4]
- A 150 D6 (Meterspur): Die Wagen 523 und 525 (vormals Chemins de fer départementaux du Tarn) sowie 526 (vormals Réseau Breton)[5] liefen zuletzt auf Korsika, die Wagen 212 bis 214 sind bei den Voies ferrées du Velay und dem Chemin de Fer du Vivarais erhalten.
- A 150 D7 (Kap- und Meterspur): von Lizenznehmern wurden in den Jahren 1957 und 1964 insgesamt 30 Trieb- und 16 Beiwagen im Auftrag des spanischen Staates gefertigt[6]
- A 150 D8 (Meterspur): Die Triebwagen ZM 9 und ZM 11 mit den zugehörigen Beiwagen ZR 9 und ZR 11 existieren bei den Chemin de fer de La Réunion in La Grande Chaloupe.
- A 210 D (Meterspur): Länge 17 Meter, 210 PS. Die Wagen 101 bis 106 waren bei den Chemins de fer de la Corse bis 1960 im Einsatz. Der 1935 gelieferte Prototyp Nr. 101 wich optisch von den 1936 und 1937 gelieferten Serienfahrzeugen ab. Zwei Triebwagen wurden zu Beiwagen umgebaut.[3]
- A 250 D (Meterspur): Im Dezember 1938 wurde ein Triebwagen dieses Typs auf der Strecke des Chemin de fer du Blanc-Argent (B.A.) getestet. Das für die Abidjan-Niger-Bahn gebaute Fahrzeug erreichte dort Geschwindigkeiten von bis zu 93 km/h.[7]
- A C R (Spurweite 750 mm), drei 1959 für die Bahnstrecke Diakopto–Kalavryta in Griechenland gebaute Zahnradtriebwagen. Da die geplante Elektrifizierung der Strecke ausblieb wurden Generatorwagen beschafft, die mittig zwischen dem Elektrotriebwagen und einem Steuerwagen liefen.

### Lokomotiven
- Y 7100 (Normalspur): 210 zweiachsige Rangierlokomotiven dieser Baureihe wurden zwischen 1958 und 1962 in Dienst gestellt. Neben Billard waren vier weitere Hersteller am Bau beteiligt. Die Maschinen sind 8,94 m lang, wiegen 32 t und haben eine Leistung von 129 kW.

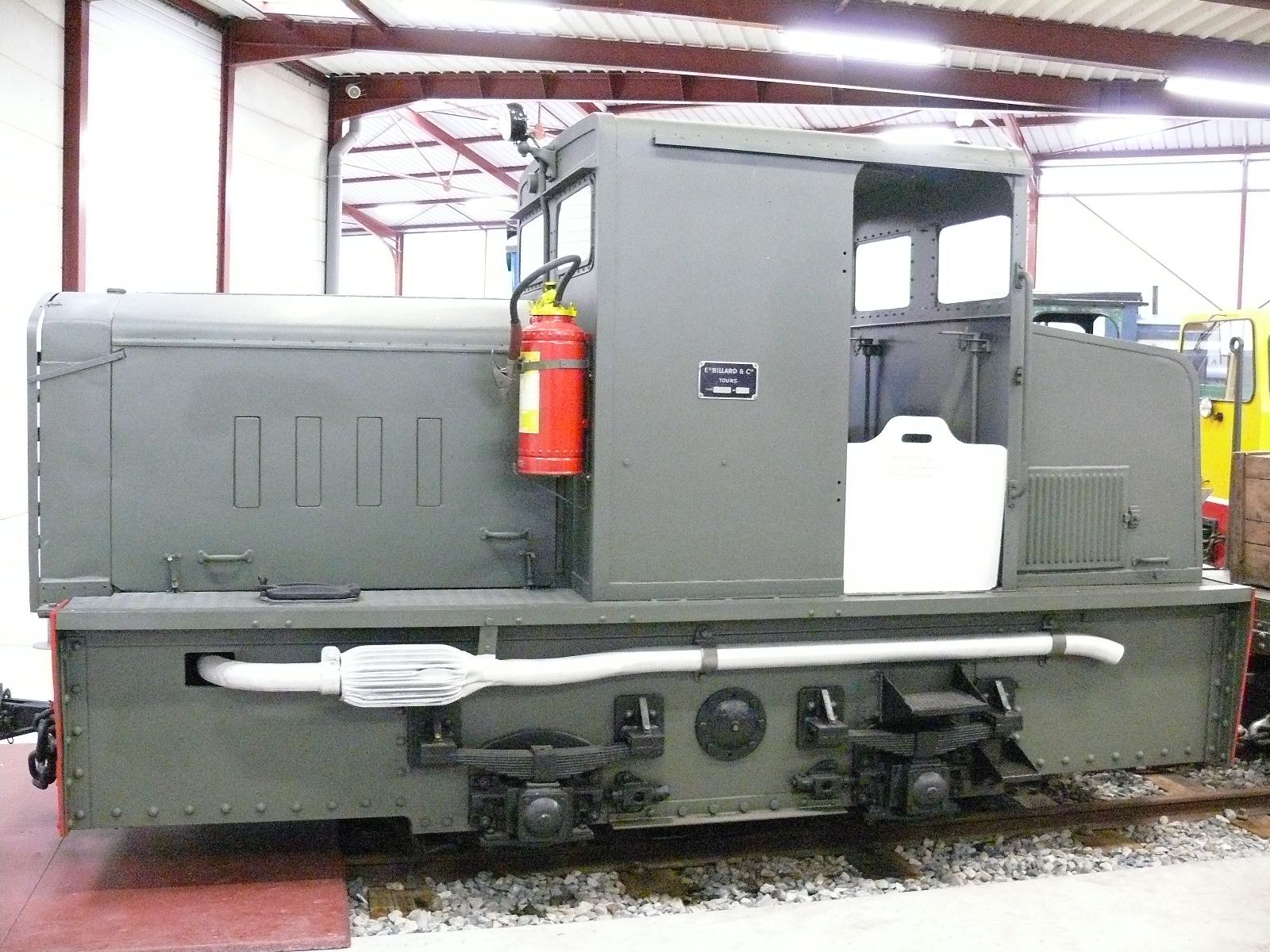
Kleinlokomotive für 600 mm Spurweite Nr. 232, Bauart T 75 G beim Chemin de fer Froissy-Dompierre

Die Schmalspurlokomotiven haben, wenn nicht anders angegeben, eine Spurweite von 600 mm. Sie wurden u. a. für die Versorgung der Maginot-Linie und während der deutschen Besetzung Frankreichs von der Organisation Todt verwendet.

Legende: T = Locotracteur / Klein- oder Rangierlokomotive, Zahl = ungefähre Leistung in PS, D = Diesel, P = Pétrole / Öl, G = Gaz / Gas, ggf. letzte Ziffer = Zahl der Achsen
- T 50 D: Insbesondere für den Rübentransport gebaut.
- T 50 D3
- T 60 D: Wenigstens eine Maschine (Spurweite 500 mm) existiert beim Petit train d’Artouste in den Pyrenäen.
- T 75 D: Der Prototyp dieser Baureihe steht bei der Museumsbahn Tacot des Lacs, ein weiteres Fahrzeug wird dort restauriert. Die Fahrzeuge Nr. 6 bis 10 laufen beim P'tit train de Saint-Trojan auf der Atlantikinsel Île d’Oléron, Nr. 21 (Baujahr 1937, vormals Salztagebau Sablières de Bourron) ist beim Chemin de fer Froissy-Dompierre im Département Somme.
- T 75 P: Die Maschine Nr. 196 (Baujahr 1945) wurde auf 500 mm umgespurt und läuft beim Chemin de fer touristique du Tarn in Saint-Lieux-lès-Lavaur.[8]
- T 75 G
- T 80 D3: Insbesondere für den Rübentransport gebaut. Die Maschine mit der Seriennummer 2066 ist bei der Museumsbahn Tacot des Lacs im Einsatz.
- T 100 D

## Galerie

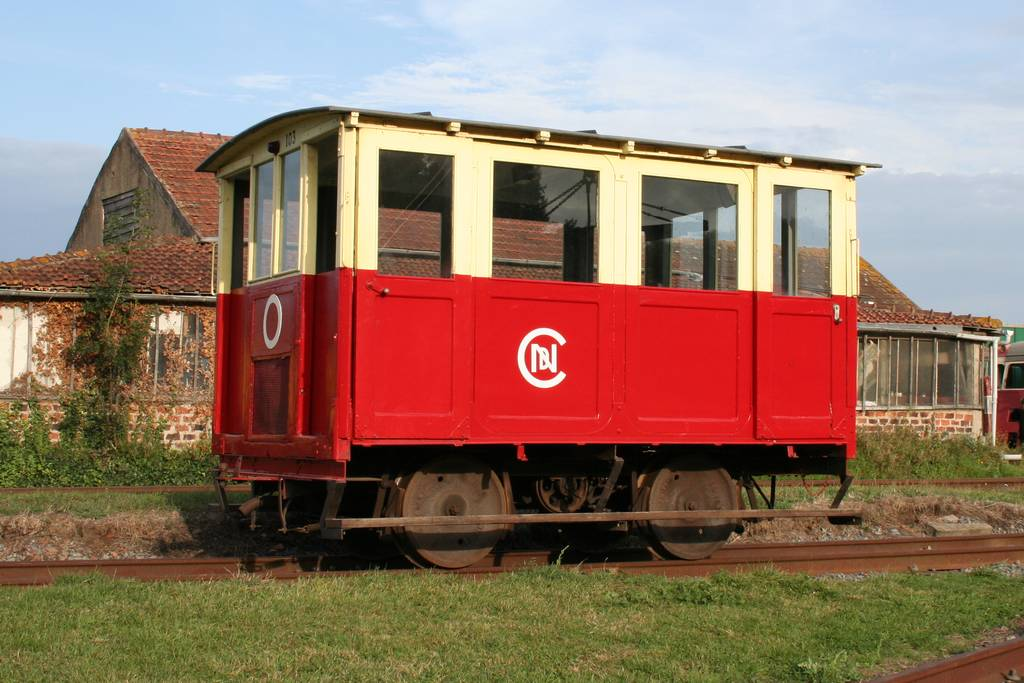
Billard-Draisine 103 des ehemaligen Réseau Breton bei der Association Picarde pour la Préservation et l'Entretien des Véhicules Anciens (APPEVA)
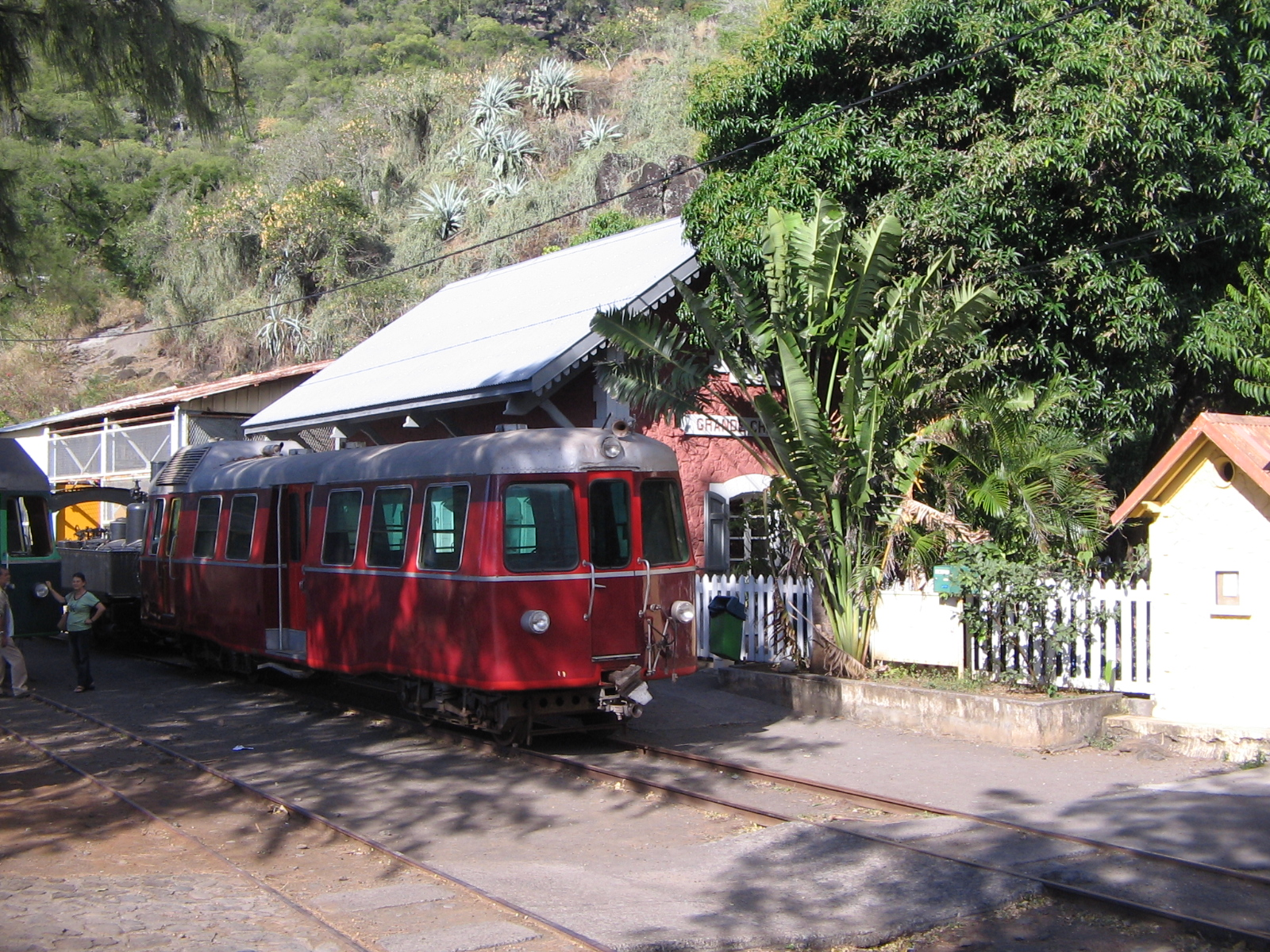
Diesel-Schienenbus A 150 D8 von 1959 auf Réunion
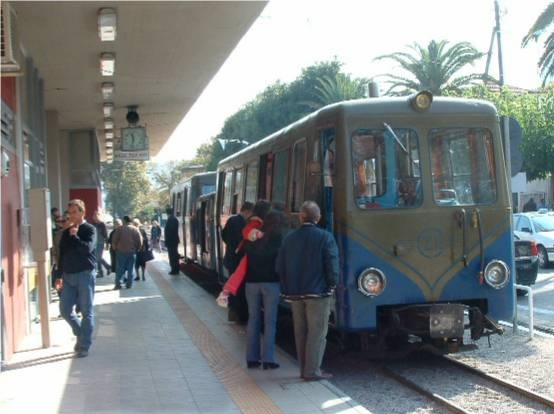
Billard-Zug der Bahnstrecke Diakopto–Kalavryta in Griechenland, bestehend aus einem Elektrotriebwagen, einem Steuerwagen und einem mittig angeordneten Generatorwagen, 2005
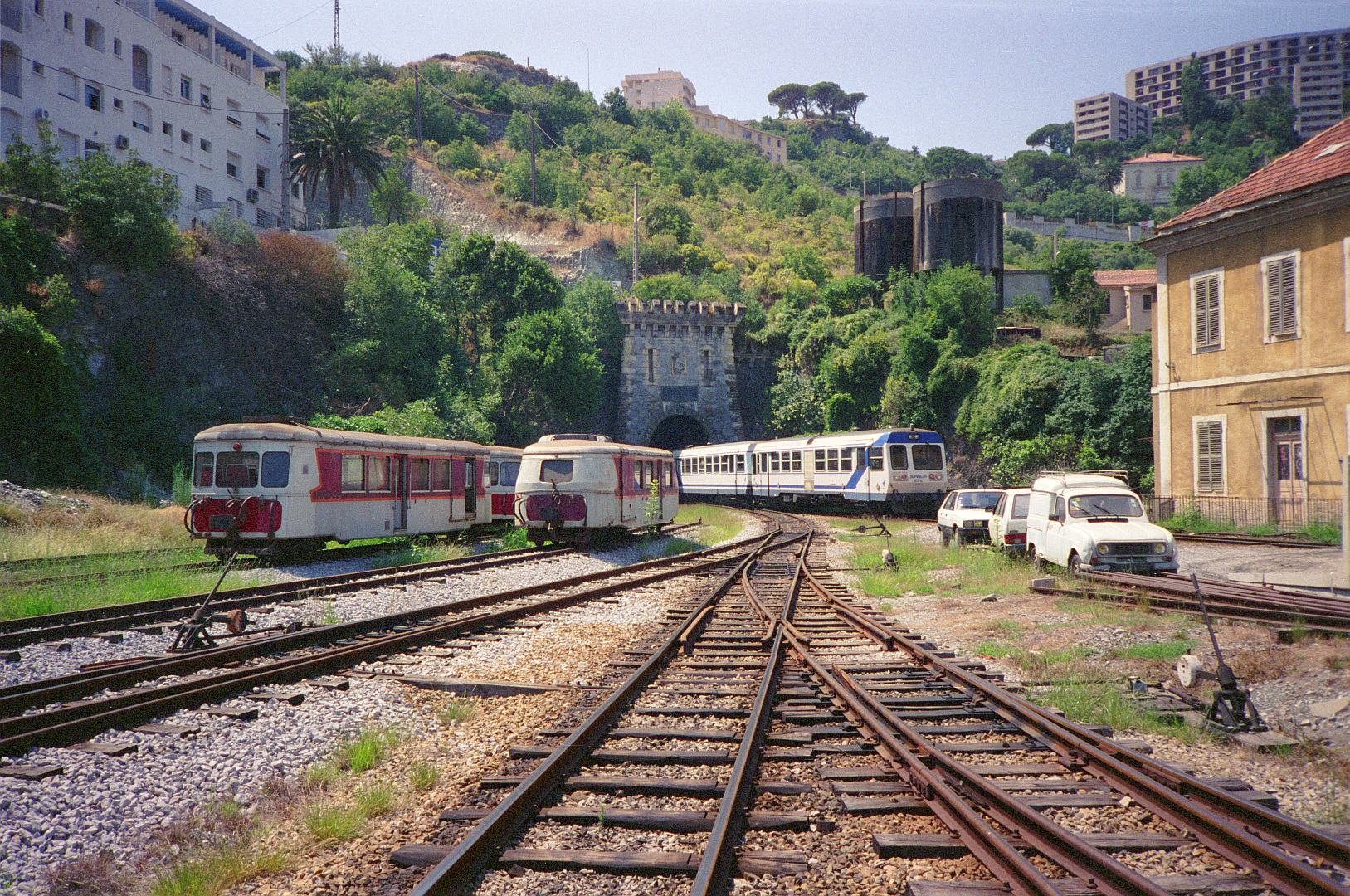
Depot Bastia: Mittig ein Billard-Beiwagen, 1994
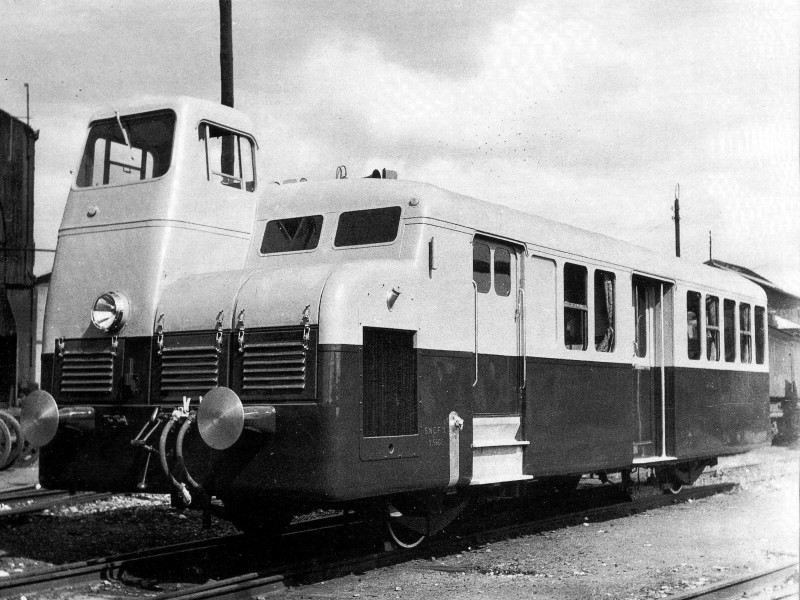
SNCF-Dieseltriebwagen der Baureihe X 5600